# Pachyanthus tetramerus
Pachyanthus tetramerus är en tvåhjärtbladig växtart som beskrevs av Ignatz Urban och Erik Leonard Ekman. Pachyanthus tetramerus ingår i släktet Pachyanthus och familjen Melastomataceae. Inga underarter finns listade i Catalogue of Life.